# スーパーソニック (ジャミロクワイの曲)
『スーパーソニック』 (Supersonic)は、1999年のジャミロクワイの楽曲。

## 概要
- ボーカルも１つの楽器のように音を出す要素として作曲したそう[1]。
- デビュー当時リーダーのジェイ・ケイはハウスミュージックが好きでないと何度もメディアで発言しており[2]、また、この曲を収めたアルバム自体が非常に急いで作曲された経緯から(詳細は「メンバーの離脱」参照)、発売直後はケイが関わらずに作曲されたのではないか？と言うメディアもあったが、ケイ本人もプロデューサーのアル・ストーンもはっきり否定した[1][3]。ケイは作曲過程に必ず関わりケイ抜きで行われることはないが、かといってケイの独断で進むこともなく、バンドのメンバーを交えてみんなで納得した上で作曲したそう。曲はリミックスされているが、素材はケイが17歳や19歳の頃に書き溜めたものや他のメンバーが書き溜めたものを使っている初出しの曲だそう[1]。また、ハウスが好きではないと言っていたのはかなり初期の頃であり、90年代後半のケイはエレクトロ音楽を作曲したい意向を示していた[4]。

## チャート
| 国別チャート(1999年)                     | 最高順位 |
| ---------------------------------------- | -------- |
| ベルギー (Ultratip Flanders)             | 16       |
| ヨーロッパ (Eurochart Hot 100)           | 75       |
| アイスランド (Íslenski Listinn Topp 40)  | 3        |
| オランダ (Single Top 100)                | 75       |
| スコットランド (Official Charts Company) | 26       |
| UK シングルス (OCC)                      | 22       |
| US Dance Club Songs (Billboard)          | 1        |

## トラック・リスト
1. スーパーソニック (radio edit)　- 3:41
2. スーパーソニック (Pete Heller - The Love Mix)　- 9:35
3. スーパーソニック (Harvey’s Fuel Altered Mix)　- 6:35